# Stubica (Vrbovsko)
 Stubica  falu Horvátországban, a Tengermellék-Hegyvidék megyében. Közigazgatásilag  Vrbovskóhoz tartozik.

## Fekvése
Fiumétól 52 km-re, községközpontjától 3 km-re keletre, a 3-as számú főút mellett fekszik.

## Története
A településnek 1857-ben 211, 1910-ben 149 lakosa volt. Trianonig Modrus-Fiume vármegye Vrbovskói járásához tartozott. 2011-ben 54 lakosa volt.

## Lakosság
| Lakosság változása | Lakosság változása | Lakosság változása | Lakosság változása | Lakosság változása | Lakosság változása | Lakosság változása | Lakosság változása | Lakosság változása | Lakosság változása | Lakosság változása | Lakosság változása | Lakosság változása | Lakosság változása | Lakosság változása | Lakosság változása |
| ------------------ | ------------------ | ------------------ | ------------------ | ------------------ | ------------------ | ------------------ | ------------------ | ------------------ | ------------------ | ------------------ | ------------------ | ------------------ | ------------------ | ------------------ | ------------------ |
| 1857               | 1869               | 1880               | 1890               | 1900               | 1910               | 1921               | 1931               | 1948               | 1953               | 1961               | 1971               | 1981               | 1991               | 2001               | 2011               |
| 211                | 223                | 226                | 198                | 198                | 149                | 116                | 148                | 134                | 128                | 117                | 127                | 117                | 96                 | 76                 | 54                 |